# Organización territorial de La Rioja (España)
La Rioja (España) ha sido a lo largo de su historia una tierra de fronteras. El estatuto de autonomía de La Rioja  no establece ninguna división oficial más allá de la separación en municipios, pero existe una diferenciación de facto en diferentes zonas según el contexto.

## División oficial

División municipal de La Rioja

La comunidad autónoma de La Rioja la forman 174 municipios. La mayoría de ellos están formados por una sola entidad de población (pueblo o ciudad), aunque también hay casos de municipios con varios núcleos de población, en los que uno de ellos, normalmente el que cuenta con más habitantes, es el que alberga las instituciones locales (ayuntamiento). En la zona de la sierra los núcleos secundarios se denominan aldeas.
Algunos grupos de municipios con intereses comunes se constituyen en mancomunidades, a las que trasladan diversas competencias. En la septiembre de 2009 existen 28 mancomunidades en La Rioja.

### Partidos judiciales
La Ley 6/1989, de 27 de diciembre establece tres partidos judiciales herederos de los existentes en la antigua provincia de Logroño y conformados según proximidad geográfica.

#### Partido judicial de Haro
Lo comprenden los municipios:
Ábalos, Anguciana, Bañares, Baños de Rioja, Briñas, Briones, Casalarreina, Castañares de Rioja, Cellorigo, Cidamón, Cihuri, Cirueña, Corporales, Cuzcurrita de Río Tirón, Ezcaray, Foncea, Fonzaleche, Galbárruli, Gimileo, Grañón, Haro, Herramélluri, Hervías, Leiva, Manzanares de Rioja, Ochánduri, Ojacastro, Ollauri, Pazuengos, Rodezno, Sajazarra, San Asensio, San Millán de Yécora, San Torcuato, San Vicente de la Sonsierra, Santo Domingo de la Calzada, Santurde de Rioja, Santurdejo, Tirgo, Tormantos, Treviana, Valgañón, Villalba de Rioja, Villalobar de Rioja, Villar de Torre, Villarejo, Villarta-Quintana, Zarratón y Zorraquín.

#### Partido judicial de Calahorra
Lo comprenden los municipios:
Aguilar del Río Alhama, Alcanadre, Aldeanueva de Ebro, Alfaro, Arnedillo, Arnedo, Ausejo, Autol, Bergasa, Bergasillas Bajera, Calahorra, Cervera del Río Alhama, Corera, Cornago, Enciso, Galilea, Grávalos, Herce, Igea, Munilla, Muro de Aguas, Navajún, Ocón, Pradejón, Préjano, Quel, El Redal, Rincón de Soto, Santa Eulalia Bajera, Tudelilla, Valdemadera, El Villar de Arnedo, Villarroya y Zarzosa.

#### Partido judicial de Logroño
Lo comprenden los municipios:
Agoncillo, Ajamil de Cameros, Albelda de Iregua, Alberite, Alesanco, Alesón, Almarza de Cameros, Anguiano, Arenzana de Abajo, Arenzana de Arriba, Arrúbal, Azofra, Badarán, Baños de Río Tobía, Berceo, Bezares, Bobadilla, Brieva de Cameros, Cabezón de Cameros, Camprovín, Canales de la Sierra, Cañas, Canillas de Río Tuerto, Cárdenas, Castroviejo, Cenicero, Clavijo, Cordovín, Daroca de Rioja, Entrena, Estollo, Fuenmayor, Gallinero de Cameros, Hormilla, Hormilleja, Hornillos de Cameros, Hornos de Moncalvillo, Huércanos, Jalón de Cameros, Laguna de Cameros, Lagunilla del Jubera, Lardero, Ledesma de la Cogolla, Leza de Río Leza, Logroño, Lumbreras de Cameros, Manjarrés, Mansilla de la Sierra, Matute, Medrano, Murillo de Río Leza, Muro en Cameros, Nájera, Nalda, Navarrete, Nestares, Nieva de Cameros, Ortigosa de Cameros, Pedroso, Pinillos, Pradillo, Rabanera, El Rasillo de Cameros, Ribafrecha, Robres del Castillo, San Millán de la Cogolla, San Román de Cameros, Santa Coloma, Santa Engracia del Jubera, Sojuela, Sorzano, Sotés, Soto en Cameros, Terroba, Tobía, Torre en Cameros, Torrecilla en Cameros, Torrecilla sobre Alesanco, Torremontalbo, Tricio, Uruñuela, Ventosa, Ventrosa, Viguera, Villamediana de Iregua, Villanueva de Cameros, Villavelayo, Villaverde de Rioja, Villoslada de Cameros, Viniegra de Abajo y Viniegra de Arriba.

### Zonas de salud
El Decreto 29/2005, de 22 de abril establece las siguientes delimitaciones para el sistema de salud pública de la comunidad autónoma de La Rioja:

#### Área de Salud I - Rioja Alta
- Zona básica de salud: Nájera.
- Zona básica de salud: Santo Domingo.
- Zona básica de salud: Haro.

#### Área de Salud II - Rioja Media
- Zona básica de salud: Murillo.
- Zona básica de salud: San Román.
- Zona básica de salud: Alberite.
- Zona básica de salud: Torrecilla.
- Zona básica de salud: Navarrete.
- Zona básica de salud: Logroño - Rodríguez Paterna.
- Zona básica de salud: Logroño - Joaquín Elizalde.
- Zona básica de salud: Logroño - Espartero.
- Zona básica de salud: Logroño - Labradores.
- Zona básica de salud: Logroño - Gonzalo de Berceo.
- Zona básica de salud: Logroño - Siete Infantes.
- Zona básica de salud: Logroño - Cascajos.
- Zona básica de salud: Albelda de Iregua.

#### Área de Salud III - Rioja Baja
- Zona básica de salud: Cervera.
- Zona básica de salud: Alfaro.
- Zona básica de salud: Calahorra.
- Zona básica de salud: Arnedo.

## División de facto
Aunque desde los organismos institucionales de la región no se establecen más divisiones que las anteriormente comentadas, las que se detallan a continuación son las más usadas en los ámbitos de comercio, turismo, educación, cultura, etc.

### Rioja Alta, Rioja Media y Rioja Baja

Mapa de las regiones de La Rioja: valle de La Rioja Alta (rojo), sierra de La Rioja Alta (marrón), valle de La Rioja Media (verde), sierra de La Rioja Media (naranja), valle de La Rioja Baja (amarillo), sierra de La Rioja Baja (azul).

La subdivisión más usada dentro de la comunidad autónoma de La Rioja establece tres zonas: Rioja Alta, Rioja Media y Rioja Baja, denominadas así según el descenso del río Ebro, de oeste a este. Estas zonas se corresponden prácticamente con los partidos judiciales de Haro, Logroño y Calahorra, respectivamente.
- La Rioja Alta la comprenden los municipios situados junto a los cauces de los ríos Río Tirón, Oja y Najerilla, es decir, las comarcas de Haro, Santo Domingo de la Calzada, Ezcaray, Nájera y Anguiano.

- La Rioja Media comprende los valles del Iregua, Leza y Jubera, esto es, las comarcas de Logroño y Cameros.

- La Rioja Baja la forman las comarcas de Alfaro, Arnedo, Calahorra y Cervera y engloba a las localidades alrededor de los ríos Cidacos, Linares y Alhama.

### Sierra y Valle
Geográficamente La Rioja está delimitada al norte por el río Ebro (salvo la parte de la Sonsierra riojana) y al sur por la cordillera Ibérica. De esta forma, las zonas más al norte forman valles amplios, aptos para la agricultura y el transporte, mientras que las zonas montañosas al sur son más apropiadas para el aprovechamiento forestal y la ganadería.
Aunque no se puede determinar exactamente dónde se pasa de valle a sierra, se puede considerar que pertenecen a la sierra los municipios de las comarcas de Ezcaray, Anguiano y Cameros, y al valle el resto.

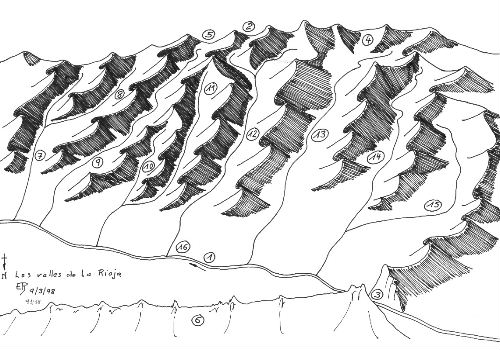
La Rioja y sus siete valles. Dibujo de Ernesto Reiner.

#### Los siete valles
Pese a que son nueve los principales ríos que transcurren por La Rioja de sur a norte, la expresión Los siete valles se ha utilizado de forma casi poética para referirse a la región. Sin embargo, cobra todo su sentido si nos fijamos en el ámbito en el que se mueven los lugareños de cada valle por razones comerciales, administrativas o de ocio, y más antiguamente cuando las posibiliadades de transporte eran más escasas.
Así, se puede decir que tienen más cosas en común los habitantes de los valles del Oja-Tirón, del Najerilla, del Iregua, del Leza-Jubera, del Cidacos, del Linares o del Alhama.

### Comarcas
En un ámbito más reducido, se denomina comarca a un conjunto de municipios distribuidos alrededor de uno principal o cabecera de comarca. Al contrario que en otras comunidades de España, no existe una delimitación oficial (fijada por gobierno de la comunidad) que permita identificar las distintas comarcas, pues no tienen ninguna atribución política.
La siguiente lista puede ser representativa de los grupos de municipios con una historia, económía y demográfía común, aunque algunas de ellas son consideradas a veces como "subcomarcas" y aparecen formando parte de otra adyacente [cita requerida], por lo que su número podría variar entre 8 y 12:

#### Rioja Alta

##### Sierra
- Comarca de Anguiano (a veces, mostrado como subcomarca de Nájera)
- Comarca de Ezcaray (a veces, incluido como subcomarca de Santo Domingo de la Calzada)

##### Valle
- Comarca de Haro
- Comarca de Nájera
- Comarca de Santo Domingo de la Calzada

#### Rioja Media

##### Sierra
- Camero Nuevo
- Camero Viejo

(A veces, se muestran como una única comarca denominada Tierra de Cameros)

##### Valle
- Comarca de Logroño

#### Rioja Baja

##### Sierra
- Comarca de Arnedo
- Comarca de Cervera

##### Valle
- Comarca de Calahorra
- Comarca de Alfaro

### Rioja Alta y Rioja Baja
Otra división muy común en el habla popular de la población local y que aparece en documentos históricos muy antiguos es en dos mitades. Denominadose estas La Rioja Alta que sería su parte occidental y La Rioja Baja que sería la oriental. La divisoria entre ambas se localiza en el río iregua. De esta forma los municipios se repartirían de la siguiente manera:

#### Rioja Alta
- Comarca de Anguiano
- Comarca de Ezcaray
- Comarca de Haro
- Comarca de Nájera
- Comarca de Santo Domingo de la Calzada
- Camero Nuevo
- La mitad occidental de la comarca de Logroño

#### Rioja Baja
- Comarca de Arnedo
- Comarca de Cervera

- Comarca de Calahorra
- Comarca de Alfaro
- Parte oriental de la comarca de Logroño
- Camero Viejo

## Divisiones de La Rioja en la documentación histórica
En documentos antiguos se pueden apreciar diferentes divisiones de La Rioja. Así por ejemplo en el Compendio historial de la provincia de La Rioja de sus santos y milagrosos santuarios del año 1701 se dice que La Rioja se encuentra dividida en dos partes: La Rioja Alta y la Baja. La divisoria entre ambas se localiza en la vertical de Logroño hacia el sur. De esta manera aparece en una descripción de la región al comienzo de la obra:

Dividese La Rioja en alta y baja: La alta comienza desde Villafranca de Montes de Oca hasta Logroño y la baja desde Logroño hasta Agreda y casi toda atraviesa a lo largo del río Ebro
Fray Mateo Anguiano, Compendio historial de la provincia de La Rioja, año 1701

De igual manera aparece esta división en Alta y Baja en el mapa de La Rioja de Tomás López del año 1769.  Su divisoria estaría en río Iregua, es decir, también en la línea vertical de Logroño hacia el sur. Asimismo, añade como otro componente la parte de la Sonsierra que comúnmente llaman Rioja Alavesa. El título de mismo dice así:

Mapa de La Rioja dividida en Alta y Baja con la parte de la Sonsierra que comunmente llaman Rioja Alavesa
Tomás López de Vargas, Mapa de La Rioja, año 1769

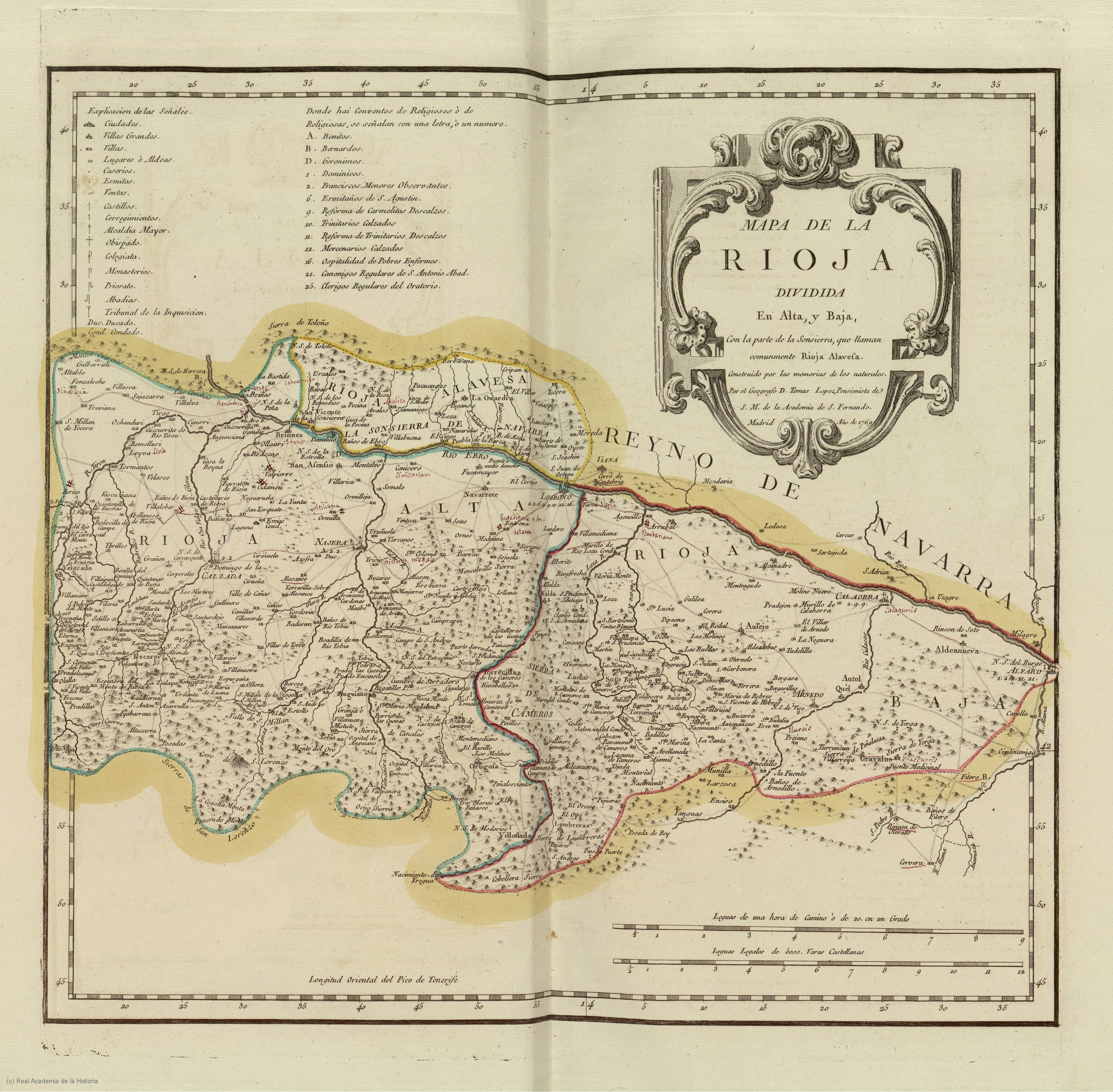
Mapa de La Rioja dividida en Alta y Baja de Tomás López, año 1769.

En el  Diccionario Geográfico Estadístico de España y Portugal de Sebastián Miñano del año 1827 se dedica un apartado a La Rioja, donde se describe como dividida en Alta y Baja, así como también menciona su división en siete ríos cuyo nacimiento, curso y fin abarca La Rioja y la distinguen de otros territorios españoles.

Vulgarmente se divide en alta y baja: aquella ocupa la parte de mediodía y poniente, entre las sierras de Cebollera, San Lorenzo y Oca; y por la parte norte las montañas de las provincias de Vizcaya y Álava. La baja empieza en la ciudad de Logroño, hasta el mojón de las ciudades de Alfaro y Tudela; a la parte oriental con inclinación al S. las sierras de los Cameros altos y bajos; y por la parte del N., las riveras famosas de Navarra. (...) Entre estos cuatro límites está el nacimiento, curso y fin de los siete ríos (Tirón, Oja, Najerilla, Iregua, Leza, Cidacos, Alhama) cuyos orígenes y formación distiguirán eternamente al territorio de la Rioja de todas las otras provincias españolas.
Sebastián Miñano, Diccionario Geográfico Estadístico de España y Portugal, año 1827

En el libro titulado Diccionario geográfico- Histórico de España. Sección II: Comprende La Rioja o toda la provincia de Logroño de 1846 de Ángel Casimiro de Govantes, también aparece esta división en dos partes, Rioja Alta y Rioja Baja, dividiéndose además en llana y serrana:

La Rioja se ha dividido en alta y baja, la alta se puede designar desde Belorado hasta Logroño y la Baja desde Logroño hasta Alfaro y Cervera del río Alhama (...) También se divide en llana y serrana
Ángel Casimiro de Govantes, Diccionario geográfico-histórico de España. Sección II: Comprende La Rioja o toda la provincia de Logroño, año 1846

En el diccionario de Pascual Madoz titulado Diccionario geográfico-estadístico-historico de España y sus posesiones de ultramar, publicado entre 1845 y 1850, se insiste en la división comentada en otras referencias. Esta es, en Rioja Alta y Baja.  También en el conjunto de sus siete valles con sus respectivos siete ríos cuyo nacimiento curso y fin abarca La Rioja.

Se divide la Rioja en alta y baja; la alta se puede designar desde Belorado hasta Logroño y la baja de Logroño a Alfaro y Cervera del rio Alhama. (...)Entre estos cuatro limites esta el nacimiento, curso y fin de los siete rios cuyos origenes y formacion distinguiran eternamente al territorio de la Rioja de todas las otras provincias españolas sin que apenas quepa en la geografia otra mejor ni mas claramente demarcada: estos son: el Tiron, el Oja, que se supone da nombre al distrito; el Najerilla, el Iregua, el Leza, el Cidacos y el Alhama.
Pascual Madoz, Diccionario geográfico-estadístico-histórico de España y sus posesiones de Ultramar, año 1845-1850.

En el libro titulado Compendio de geografía e historia de La Rioja: escrito con destino a las escuelas primarias de la provincia, del año 1905, La Rioja o provincia de Logroño, aparece dividida en alta y baja, así como en Rioja llana y Rioja serrana.

En el libro titulado Geografía de La Rioja: descripción física y política de la provincia de Logroño, publicado en el año 1917, La Rioja o provincia de Logroño, aparece dividida en Alta y en Baja.

La parte de la provincia, que se extiende desde Logroño hacia el N., aguas arriba del Ebro, se conoce como Rioja alta, llamándose Rioja baja al E. de Logroño aguas abajo del Ebro.
Rafael José Olózaga, Geografía de La Rioja: descripción física y política de la provincia de Logroño, 1917

De cualquier manera, esta división de La Rioja en dos mitades, Alta y Baja, teniendo como línea divisoria el río Iregua, se conserva actualmente en el hablar diario de la población local.

## Otras divisiones territoriales

### Región natural de La Rioja

La Rioja se ha caracterizado por ser tierra de fronteras ya desde tiempos del Imperio romano. Sin embargo, se puede delimitar una región natural desligada de La Rioja política, pero viva en el sentir histórico y cultural de La Rioja. Las delimitaciones geográficas serían:
- Por el sur, el límite sería  la divisoria de aguas de la cuenca del Ebro con la del Duero, incluyendo las sierras de la Demanda y Cameros, entre otras, donde nacen ríos tributarios del Ebro. Es decir, los valles de ríos que nacen en las sierras y acaban desembocando en el Ebro.
- Por el norte, las sierras de Obarenes y Cantabria.
- Por el oeste, el valle del río Tirón y Montes de Ayago y los Montes de Oca.
- Por el este,  la plataforma del monte Yerga hasta Alfaro y el valle del Alhama.

La Rioja natural engloba todo el territorio que abarcan desde su nacimiento hasta su desembocadura los siguientes ríos con sus correspondientes valles: Tirón, Najerilla, Oja, Iregua, Leza, Jubera, Linares, Cidacos y Alhama, además de los respectivos afluentes de los mismos. También el área comprendida entre el Ebro y la sierra de Cantabria.Todos estos territorios estaban incluidos en el proyecto de creación de la nueva Provincia de La Rioja durante la división de España en provincias realizada en el Trienio Liberal en 1821. Sin embargo, finalmente vio recortadas algunas de sus aspiraciones, y se aprobó el proyecto el 27 de enero de 1822, bajo el nombre de Provincia de Logroño, dada la obligatoriedad de dar a la mayoría de las provincias el nombre de sus capitales.
Por tanto, además de todos los municipios integrados en la comunidad autónoma de La Rioja, en esta Rioja natural se incluyen los siguientes territorios:

#### Rioja Alavesa
Incluye los municipios comprendidos entre el río Ebro y la sierra de Cantabria (sierra de Toloño y Sonsierra), excepto Ábalos y San Vicente de la Sonsierra, que actualmente pertenecen a la comunidad autónoma de La Rioja. Estos son: Baños de Ebro, Cripán, Elvillar, Elciego, La Puebla de Labarca, Labastida, Laguardia, Lanciego, Leza, Moreda de Álava, Oyón, Samaniego, Villabuena de Álava y Yécora.

#### Riojilla Burgalesa
Comprende básicamente todo el margen derecho del río Tirón de la actual provincia de Burgos, desde su nacimiento en el Pozo Negro hasta su paso por Tormantos, incluidos los Montes de Ayago (42°23′26″N 3°03′40″O / 42.390424, -3.061069).
Los núcleos de población de esta zona son: Avellanosa de Rioja, Bascuñana, Belorado, Castildelgado, Cerezo de Río Tirón, Espinosa del Monte, Eterna, Fresneña, Fresno de Río Tirón, Ibrillos, Pradilla, Pradoluengo, Quintanar de Rioja, Quintanilla del Monte en Rioja, Redecilla del Camino, Redecilla del Campo, San Clemente del Valle, San Cristóbal del Monte, San Pedro del Monte, San Vicente del Valle, San Millán de Yécora, Sotillo de Rioja, Villamayor del Río y Viloria de Rioja.

#### Tierras sorianas tributarias del Ebro
Los municipios de Soria en valles de ríos que acaban desembocando en el Ebro son: Carrascosa de la Sierra, Cerbón, Cigudosa, Fuentes de Magaña, Las Aldehuelas, Magaña, Montenegro de Cameros, Oncala, San Felices, San Pedro Manrique, Santa Cruz de Yanguas, Suellacabras, Valdeprado, Valtajeros, Villar del Río, Vizmanos, Yanguas. Habría que incluir Neila, perteneciente a Burgos.

### Enclaves que pertenecen a otras Provincias
Existen dos enclaves en La Rioja Alta junto a los Montes Obarenes, pertenecientes a la provincia de Burgos, llamados El Ternero y Sajuela, este último sin núcleo de población.

## Curiosidades
Cuatro localidades de la comarca burgalesa de Montes de Oca llevan en su nombre incluido "de o en Rioja": Avellanosa de Rioja, Quintanilla del Monte en Rioja, Sotillo de Rioja y Viloria de Rioja.